# ウズベキスタンの査証政策
ウズベキスタンの査証政策（ウズベキスタンのさしょうせいさく）では、ウズベキスタンの査証に関する政策について記述する。

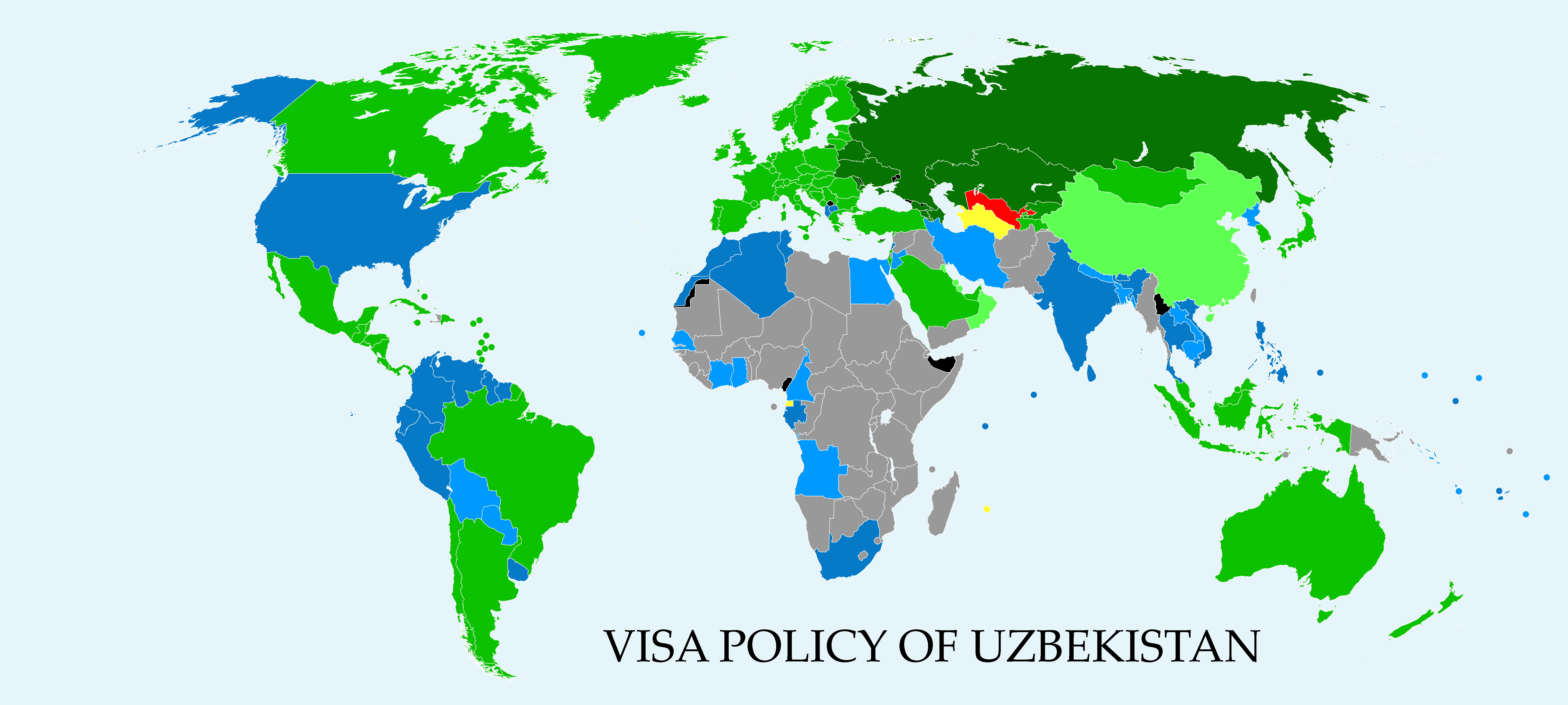
査証を免除される国々（緑。赤はウズベキスタン、青は査証手続きが簡略化されている国）

CIS諸国の国民は2国間合意に基づき、ウズベキスタンに入国する際に査証の必要がない。適用される国は次の通り:
- アゼルバイジャン
- アルメニア
- ウクライナ
- カザフスタン
- キルギス（60日以内）
- ジョージア
- ベラルーシ
- モルドバ
- ロシア

2018年になって新たに以下の国に対し、30日以内であれば査証が免除される様になった:
- イスラエル
- インドネシア
- シンガポール
- 大韓民国
- タジキスタン[4]
- トルコ
- 日本
- マレーシア

以上に加えてウズベキスタンへの定期便を運行する外国航空会社の航空機乗務員も同様である。免除は一般・公用・外交といった旅券の種類を問わない。また日本との間では相互に領事手数料を無料としている。
 トルクメニスタンについては、トルクメニスタンのダショグズ州とレバプ州の住民は、ウズベキスタンのホラズム州とブハラ州、カラカルパクスタン共和国アムダリオ地区、ホジェリ地区、シュマナイ地区、コンギラト地区、タヒアタシ市、カシュカダリヤ州デフカナバード地区、グザル地区、ニシャン地区、ミリシュコール地区に査証無しで出入国及び滞在が可能。スルハンダリヤ州シェラバード地区とムズラバート地区には、月3日以内に限り同様。またイド・アル＝フィトルとイード・アル＝アドハーの間、伝統的儀式を行う目的での入国を月に2回、7日以内に限り可能。
また、以下の市民権を有する者に対しては、ウズベキスタンの大使館において簡略化された査証手続きのみで入国可能である:
- アイスランド
- アイルランド
- アメリカ合衆国
- アラブ首長国連邦
- アルバニア
- アンドラ
- イギリス
- イタリア
- インド
- エストニア
- オーストラリア
- オーストリア
- オマーン
- オランダ
- カナダ
- ギリシャ
- クウェート
- クロアチア
- サウジアラビア
- サンマリノ
- スイス
- スウェーデン
- スペイン
- スロバキア
- スロベニア
- セルビア
- タイ王国
- チェコ
- 中華人民共和国（ 香港含む）
- デンマーク
- ドイツ
- ニュージーランド
- ノルウェー
- バチカン
- ハンガリー
- フィンランド
- フランス
- ブルガリア
- ベルギー
- ポーランド
- ボスニア・ヘルツェゴビナ
- ポルトガル
- マケドニア
- マルタ
- モナコ
- モンテネグロ
- ラトビア
- リトアニア
- リヒテンシュタイン
- ルーマニア
- ルクセンブルク

タジキスタン、中華人民共和国、ハンガリー（30日以内）、韓国とベトナム（60日以内）、エストニア、クウェート、シンガポール、スロバキア、トルコ、ブラジル、ポーランド、ラトビア、ルーマニア（90日以内）の外交旅券を持つ外交使節団や領事館の職員とその家族は査証を免除される。ルーマニアとスロバキアに関しては、サービスパスポートを持つ者に関しても90日以内の滞在が可能である。
上に挙げた以外の世界の国民に関しては、ウズベキスタンに入国する際予め取り決められた査証を受けなければならない。一旦ウズベキスタンに入国する際には、入国者は国内のOVIR (Office of Visas and Registration、査証登録事務所)に登録しなければならない。ホテルに滞在する場合は、自動的に登録手続きが行われ登録証が発行される。しかし、この発行を受けるにはホテルの者に登録手続きを頼むことが必要である。出国時に登録証のチェックを受けることになるため、ホテルで発行された登録証を持ち続けていなければならない。